# 柏原寛司
柏原 寛司（、1949年〈昭和24年〉9月6日 - ）は、日本の脚本家、映画監督。東京都中央区日本橋出身。一般社団法人シナリオ作家協会会長、日本シナリオ作家協会副理事長を歴任。

## 略歴
実家は江戸時代末期から代々、東京・人形町に住む一家で、柏原で4代目に当たる。中学生時代は映画少年で、特に西部劇を好み、『アラモ』は36回も観たという。この他にも少年時代は落語も愛好した。高校生以降は友人の勧めで『用心棒』を観て以来、日本映画も好むようになり、高倉健、勝新太郎主演などの作品をよく観るようになる。一方で高校時代は野球部で、野球にも打ち込んでいた。1969年、シナリオ作家協会主催のシナリオ研究所（現在のシナリオ講座の前身）第22期を修了。主に新井一に師事。3浪を経て入学した日本大学芸術学部文学科在学中の1973年、東宝企画にアルバイトとして入り、子供向け特撮コメディー番組『クレクレタコラ』(CX) の脚本と製作助手などを経験。その後CM撮影などで岡本喜八らの現場に就き、1974年には東宝企画のプロデューサー磯野理を通じ『傷だらけの天使』(NTV) で脚本を担当。大学卒業後、日活撮影所の助監督試験を受けようとしたが、費用を忘れ断念。その後も東宝で制作などのアルバイトを経験しながら『俺たちの勲章』『俺たちの朝』などの脚本を断続的に手掛け、1977年の『大都会 PARTII』にサブライターとして参加したのを皮切りに本格的にシナリオライターとしての活動を開始。翌年の『大追跡』では実質的なメインライターを担当した。本人自身がハードボイルドやミステリーなどに造詣が深いこともあり、以降『探偵物語』『大激闘』『プロハンター』『あぶない刑事』『あいつがトラブル』などの刑事・探偵アクション作品や青春ものを中心に、メイン・中核ライターとして活動した。1997年には『猫の息子』で映画監督 (撮影は1996年9月下旬) としてもデビューし、以降はVシネマ『ガンブレス 死ぬにはもってこいの夜』や自主製作映画などの監督も務める。1984年の『キャッツ・アイ』以降はトムス・エンタテインメント（旧東京ムービー）作品を中心にアニメーションの脚本も執筆し、『ルパン三世』『名探偵コナン』などを手掛ける。
萩原健一と縁が深く『傷だらけの天使』で1回脚本を担当した後、89年には『あいつがトラブル』、さらに90年から92年にかけては『豆腐屋直次郎の裏の顔』の単発3回と、連続ドラマでメインの脚本家となった。その後2004年には萩原健一とともに萩原の別荘にこもり、高須基仁原作の『散骨』の脚本を2人で書いたが、結局映画化は実現しなかった。2006年ごろからは映画版『傷だらけの天使』の実現に向け、プロデューサー的な立場で奔走した。一度降板し、奥山、山本又一朗プロデユーサーらと交代したものの頓挫。再び柏原のもとへ企画が戻ってきたが、結局映画化は実現しなかったという。
地元の東京・人形町に「柏原ビル」という自宅兼テナントビルを所有し、制作会社「KOM」を経営していた。現在は、映写・試写施設「Base 三日月座」のオーナーも務める一方、作協シナリオ講座の講師として後進の育成にも尽力。門下には武藤将吾、米村正二、藤田伸三、横谷昌宏らがいる。脚本家の永原秀一が率いる草野球チームに参加しており、『ゴジラvsスペースゴジラ』で組んだ山下賢章とは内野手同士であった。

## 作風
執筆作品には自身の私生活や日々の出来事を作品に織り込むことが多々あり、1988年『行き止まりの挽歌 ブレイクアウト』の主人公、梶竜介の言動は当時の柏原の私生活そのものだという。少年時代にアメリカの西部劇や戦争映画、アクション映画などを好んでいたことから、自身の作風にもアメリカ映画のテイストであるといい、ゴジラシリーズでも土着的な雰囲気にはならなかったと述べている。柏原が手掛けた刑事ドラマにバディものが多いのも、アメリカのバディムービーからの影響とされる。山下は、柏原についてアクションから劇的な面白さを引き出すセンスがあると評している。柏原は、自身をエンタメ系の人間と述べており、アクションや特撮が好みで文芸作品には興味がないと語っている。また、この時期すでに柏原の仕事場にはパソコン (DOS/Vと思われる) が導入されていたと思われ、1980年代後半の作品からパソコンが劇中に多用されている。女性キャラクターについては、日本的な情に流される女性よりも、気が強く芯は優しい女性を好んでいる。

## 主な脚本作品

### テレビドラマ
- クレクレタコラ（CX、1973年 - 1974年）
- 傷だらけの天使（NTV、1974年 - 1975年）
- 太陽にほえろ!（NTV、1972年 - 1986年）[注釈 1]
- 俺たちの勲章（NTV、1975年）
- 江戸の旋風II（CX、1976年）
- 俺たちシリーズ（NTV）
  - 俺たちの朝（1976年 - 1977年）
  - 俺たちの祭（1977年 - 1978年）
- 大都会シリーズ（NTV）
  - 大都会 闘いの日々（1976年）
  - 大都会 PARTII（1977年 - 1978年）
  - 大都会 PARTIII（1978年 - 1979年）
- いろはの"い"（NTV、、1976年 - 1977年）
- 桃太郎侍（NTV、1976年 - 1981年）[注釈 2]
- 大江戸捜査網 第3シリーズ（TX、1973年 - 1984年）
- 大追跡（NTV、1978年）
- 姿三四郎（NTV、1978年 - 1979年）
- ゆうひが丘の総理大臣（NTV、1978年 - 1979年）
- 俺たちは天使だ!（NTV、1979年）
- 探偵物語（NTV、1979 - 1980年）
- 西部警察シリーズ（ANB）
  - 西部警察 (PART1)（1979年 - 1982年）
  - 西部警察 PART-II（1982年 - 1983年）
  - 西部警察 PART-III（1983年 - 1984年）
- 大激闘マッドポリス'80（NTV、1980年）
- 先生は一年生（NTV、1981年 - 1982年）
- 警視-K（NTV、1980年）
- 木曜ゴールデンドラマ（NTV）
  - 俺たちの明日（1980年）
- プロハンター（NTV、1981年）
- ただいま放課後（CX、1980年 - 1981年）[注釈 3]
- 陽あたり良好!（NTV、1981年）
- 天まであがれ!シリーズ (NTV）
  - 天まであがれ!（1982年）
  - 天まであがれ!2（1983年）
- 痛快!ピッカピカ社員（NTV、1980年 - 1981年）
- 火曜サスペンス劇場（NTV）
  - コンピュータの身代金 (1982年）
  - 松本清張の交通事故死亡1名 (1982年）
  - モナ・リザの身代金 (1983年）
  - 名無しの探偵3 愛の復讐(1987年）
  - さらわれたい女（1992年）
  - 逃げたい女（1993年）
  - 密告電話（1999年）
  - 死刑囚の妹（2000年） - 原案
  - 花嫁の消えた森（2000年）
- ザ・ハングマンII（ANB、1982年）
- 事件記者チャボ!（NTV、1983年 - 984年）
- 気分は名探偵（NTV、1984年 - 1985年）
- 誇りの報酬（NTV、1985年 - 1986年）
- 青春はみだし刑事（YTV、1983年 - 1984年）
- 女ふたり捜査官（ABC、1986年）
- 土曜ワイド劇場（ANB / ABC）
  - 白の処刑 絞首台から生きかえった男（1986年）
  - みちのく温泉夫婦探偵（1987年）
  - 独眼竜政宗ひょうきん連続殺人（1987年）
  - 墓場から生きかえった男（1988年）
  - 地底から生きかえった男（1990年）
- あぶない刑事シリーズ（NTV）
  - あぶない刑事（1986年 - 1987年）
  - もっとあぶない刑事（NTV、1988年 - 1989年）
  - あぶない刑事フォーエヴァーTV SPECIAL`98（NTV、1998年）
- ジャングル（NTV、1987年）
- ベイシティ刑事（ANB、1987年 - 1988年）
- ハートカクテル・ドラマスペシャルII 人魚が溜息をついたテーブル（NTV、1988年）
- 勝手にしやがれヘイ!ブラザー（NTV、1989年 - 1990年）
- 刑事貴族（NTV、1990年 - 1991年）
- 愛しの刑事（ANB、1992年 - 1993年）※参加は1993年のみ
- 裏刑事-URADEKA-（ABC、1992年）
- 豆腐屋直次郎の裏の顔（ANB）
  - 火曜ミステリー劇場版（ANB、1990年 - 1991年）
  - 連続ドラマ版（1992年）
- 往診ドクター事件カルテ（ABC、1992年）
- 金曜ドラマシアター 刑事（CX、1993年）
- 土曜グランド劇場スペシャル 今夜、すべてのBARで（NTV、1995年）
- 風の刑事・東京発!（ANB、 1995年 - 1996年）[注釈 4]
- さむらい探偵事件簿（NTV、1996年 - 1997年）
- 七曲署捜査一係'98（NTV、1998年）
- 七曲署捜査一係'99（NTV、1999年）
- 撃つ薔薇（WOWOW、2002年）
- 女と愛とミステリー（TX）
  - 犬笛（2002年）
  - ヤメ検弁護士 英剛直 佐渡が島殺人航路（2002年）
- 水曜ミステリー9 （TX）
  - 京女刑事・真行寺メイ 翔ぶ!1 死蛍（2003年）
  - 名犬フーバーの事件簿（2003年）

### テレビアニメ
- キャッツ・アイ 第2期 (NTV、1984年 - 1985年）
- ルパン三世 PARTIII（YTV、1984年 - 1985年）[注釈 5][14]
- ルパン三世TVスペシャル (NTV）
  - ルパン三世 バイバイ・リバティー・危機一発!（1989年）[15]
  - ルパン三世 ヘミングウェイ・ペーパーの謎（1990年）[16]
  - ルパン三世 ナポレオンの辞書を奪え（1991年）[17]
  - ルパン三世 ロシアより愛をこめて（1992年）[18]
  - ルパン三世 ルパン暗殺指令（1993年）[19]
  - ルパン三世 ハリマオの財宝を追え!!（1995年）[20]
  - ルパン三世 1$マネーウォーズ（2000年）[21]
  - ルパン三世 アルカトラズコネクション（2001年）[22]
  - ルパン三世 お宝返却大作戦!!（2003年）[23]
  - ルパン三世 セブンデイズ・ラプソディ（2006年）[24]
- 怪盗セイント・テール（ABC、1995年 - 1996年）[25][注釈 6]
- 名探偵コナン（YTV、1996年 - ）
  - 名探偵コナン コナンと海老蔵 歌舞伎十八番ミステリー（YTV、2016年）
  - 名探偵コナン エピソード“ONE” 小さくなった名探偵（YTV、2016年）[26]
- モンキーパンチ漫画活動大写真（WOWOW、2004年 - 2005年）[27]
- ゴルゴ13（TX、2008年 - 2009年）

### 実写映画
- ポルノはつらいよ 女の股枕（1976年）
- お嬢さん探偵 ときめき連発!（1985年）
- あぶない刑事シリーズ
  - あぶない刑事 （1987年）
  - またまたあぶない刑事（1988年）
  - もっともあぶない刑事（1989年）
  - あぶない刑事リターンズ（1996年）
  - あぶない刑事フォーエヴァーTHE MOVIE（1998年）
  - まだまだあぶない刑事（2005年）
  - さらば あぶない刑事（2016年）
- 行き止まりの挽歌 ブレイクアウト（1988年）
- べっぴんの町（1989年）
- ニューヨークUコップ（1993年）
- ゴジラシリーズ
  - ゴジラvsスペースゴジラ（1994年）[5]
  - ゴジラ2000 ミレニアム（1999年） [5][注釈 7]
  - ゴジラ×メガギラス G消滅作戦（2000年）[5][注釈 7]
- 狼たちのカーニバル（1995年）
- 殺し屋&嘘つき娘（1997年） - 原案
- プレイガール（2003年）
- 25 NIJYU-GO（2014年）[注釈 8]

### アニメ映画
- ルパン三世シリーズ
  - ルパン三世 くたばれ!ノストラダムス（1995年）[28]
  - ルパン三世 DEAD OR ALIVE（1996年）[29]
- 名探偵コナンシリーズ
  - 名探偵コナン 探偵たちの鎮魂歌（2006年）[30]
  - 名探偵コナン 紺碧の棺（2007年）[31]

### オリジナルビデオ
- クライムハンター2 裏切りの銃弾（1989年）
- 名のない男 破壊!（1991年）
- XX（ダブルエックス）
美しき標的（ターゲット）（1995年）
- ろくでなし LAST DOWN TEN（1993年）
- BE-BOP HIGHSCHOOLシリーズ（1996年‐1998年）
  - 1 舌先三寸歩武堂々
  - 2 青春野郎白日夢
  - 7 極道の娘バトルロイヤル篇
  - 8 先輩番長純情篇
  - 9 停学野郎繁盛記篇
  - 10 ヤリ逃げ人生けもの道篇
  - 14 愛徳・立花死闘篇
- あ・キレた刑事（2001年）
- あ・キレた刑事 2 (2001年）
- 仁義シリーズ（2001年‐2003年）

## 漫画原作
- LAST DOWN TEN（画：山本修生）

## 著作
- ゴジラ2000 ミレニアム（1999年、角川書店） - 三村渉と共著
- さらば あぶない刑事（2016年、小学館）
- あぶない刑事1990（2024年、講談社）

## 主な監督映画
- 猫の息子（1997年）
- ガンブレス・死ぬにはもってこいの夜（1998年）
- 練鑑ブラザーズ ゲッタマネー!（2001年）
- STRAIGHT TO HEAVEN〜天国へまっしぐら（2008年）
- 6月6日（2013年） - 石井良和、原隆仁、室賀厚、石田肇と共同監督
- キリマンジャロは遠く（2016年）
- サブちゃん（2016年） - 富士山・河口湖映画祭の第8回グランプリ作品の映画化

## 出演

### テレビ出演
- 創ったヒト（ANIMAX） - サブゲスト

### 映画出演
- ゴジラ×メカゴジラ（2002年） - 避難民 役[32][33]
- なにもこわいことはない（2013年） - 恵理の父 役
- 銃撃の流儀（2017年） - 木暮 役
- N-紫の天使-（2023年） -

## 企画参加
- ガンヘッド（脚本協力・ノンクレジット）
- SCORE（企画協力）
- JUNK 死霊狩り（企画協力）
- 帰ってきた あぶない刑事（企画協力）

## 審査員
- 第22回東京国際映画祭 日本映画・ある視点部門　審査委員（2009年）
- 第23回東京国際映画祭 日本映画・ある視点部門　審査委員（2010年）
- 第24回東京国際映画祭 日本映画・ある視点部門　審査委員（2011年）